# Wojcieszów
Wojcieszów (in tedesco Kauffung) è una città polacca del distretto di Złotoryja nel voivodato della Bassa Slesia.
Ricopre una superficie di 32,17 km² e nel 2007 contava 3 975 abitanti.